# Phronia forcipula
Phronia forcipula är en tvåvingeart som beskrevs av Johannes Winnertz 1863. Phronia forcipula ingår i släktet Phronia och familjen svampmyggor. Arten är reproducerande i Sverige. Inga underarter finns listade i Catalogue of Life.